# Daniel Brasar
Daniel Brasar, född 12 november 1979 i Bloomington, Minnesota, USA, är en svensk före detta professionell ishockeyspelare (ytterforward).
Han är son till ishockeyspelaren Per-Olov Brasar.

## Karriär
Daniel har bl.a. spelat för Mörrums GoIS IK, KRIF Hockey, Karlskrona HK, Örebro HK, Tingsryds AIF och Hedemora SK under sin karriär.
Daniel spelade aldrig i Svenska Hockeyligan eller Hockeyallsvenskan. Däremot spelade han för KRIF Hockey när laget var med i kvalserien till Hockeyallsvenskan 2012.